# Las Piedras (Artigas)
Las Piedras ist eine Stadt im Norden Uruguays. 

## Geographie
Sie liegt im nordwestlichen Teil des Departamento Artigas in dessen 7. Sektor östlich von Bella Unión. Nordöstlich grenzt Cuareim und im Süden Portones de Hierro y Campodónico an.

## Einwohner
Las Piedras hat 2771 Einwohner, davon 1376 Männer und 1395 Frauen (Stand: 2011).
| Jahr | Einwohner |
| ---- | --------- |
| 1963 | 216       |
| 1975 | 738       |
| 1985 | 1.253     |
| 1996 | 2.099     |
| 2004 | 2.164     |
| 2011 | 2.771     |

Quelle: Instituto Nacional de Estadística de Uruguay